# Alina Słabęcka
Alina Słabęcka (Poznań, 31 gennaio 1974) è un'ex cestista polacca con cittadinanza francese.

## Carriera
Con la Polonia ha disputato i Campionati mondiali del 1994.